# 马罗勒 (卢瓦尔省)
马罗勒（法語：Marols，法語發音：[maʁɔl]）是法国卢瓦尔省的一个市镇，属于蒙布里松区。

## 地理
马罗勒（45°28'41"N, 4°2'42"E）面积14.94 平方千米，位于法国奥弗涅-罗讷-阿尔卑斯大区卢瓦尔省，该省份为法国中南部省份，北起顺时针与索恩-卢瓦尔省、罗讷省、伊泽尔省、阿尔代什省、上盧瓦爾省、多姆山省和阿列省接壤。
与马罗勒接壤的市镇（或旧市镇、城区）包括：拉费埃地区拉沙佩勒、舍讷雷耶、埃斯蒂瓦雷耶、吕列克、蒙塔尔谢、圣让索莱米约。
马罗勒的时区为UTC+01:00、UTC+02:00（夏令时）。

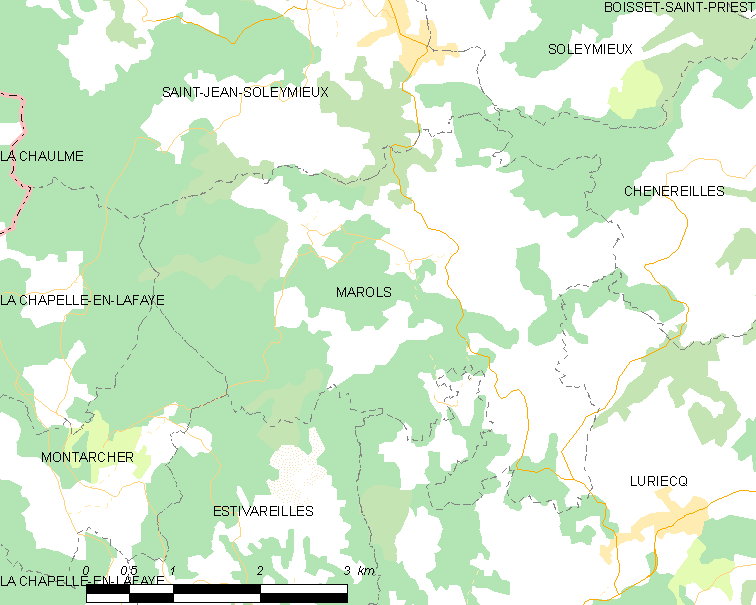
马罗勒的OSM定位图

## 行政
马罗勒的邮政编码为42560，INSEE市镇编码为42140。

## 政治
马罗勒所属的省级选区为蒙布里松县。

## 人口

1962-2008年间马罗勒人口变化图示

马罗勒于2022年1月1日时的人口数量为460人。